# Incollogenius lineatus
Incollogenius lineatus is een keversoort uit de familie vuurkevers (Pyrochroidae). De wetenschappelijke naam van de soort is voor het eerst geldig gepubliceerd in 1953 door Pic.